# Robert Sak
Robert Sak (19. ledna 1933 Charkov, Ukrajina – 14. srpna 2014 České Budějovice ) byl český historik.
Věnoval se českým a středoevropským dějinám 19. a 20. století a působil v Historickém ústavu Filozofické fakulty Jihočeské univerzity v Českých Budějovicích.

## Život
Po maturitě na Masarykově reálném gymnáziu v Plzni (1943–1951) studoval na Vysoké škole politických a hospodářských věd (1951–1953) a na Filozofické fakultě Univerzity Karlovy v Praze (obor historie, 1953–1956). Po ukončení studií pracoval jako archivář ve Státním archivu v Třeboni a v archivním oddělení Krajské správy ministerstva vnitra v Českých Budějovicích. Od roku 1962 působil jako redaktor a šéfredaktor v Krajském nakladatelství v Českých Budějovicích. Nakladatelství bylo přejmenované v roce 1968 na nakladatelství Růže. Spolu s literárními redaktory Janem Marešem, Věroslavem Mertlem, výtvarným redaktorem Jiřím Müllerem a dalšími, vydával v nakladatelství Růže díla přesahující region nejen obsahem a jmény autorů, ale i výtvarnou podobou knih. Po propuštění redaktorů v roce 1970 pracoval dvacet let jako slévárenský dělník. Ve volném čase se zabýval dějinami 19. a 20. století, bez naděje, že jeho práce bude někdy zveřejněna. 
Od roku 1990 působil v Historickém ústavu Filosofické fakulty Jihočeské univerzity v Českých Budějovicích. V roce 1992 byl jmenován docentem. Habilitoval se pro obor českých dějin. 
Napsal řadu studií pro vědecké sborníky, řadu článků k popularizaci českých dějin. Byl autorem desítek hesel z oblasti politických dějin i kultury v Encyklopedii Českých Budějovic vydané knižně v roce 1998 a v roce 2006. Spolupracoval s rozhlasem a televizí. Byl výkonným redaktorem Jihočeského sborníku historického, členem Sdružení historiků České republiky a členem Obce spisovatelů.
V roce 2009 obdržel od primátora Českých Budějovicích medaili Za zásluhy o město v oblasti vědy a školství.
Robert Sak zemřel 14. srpna 2014 a je pochován na hřbitově sv. Otýlie v Českých Budějovicích.